# 文学極道
文学極道（ぶんがくごくどう）はかつて活動していた詩の投稿・合評サイト。発起人たちの月1回の選考により、月間優良作品を選抜し顕彰する。参加費は無料である。年度ごとに創造大賞など年間各賞を決定する。通称｢ブンゴク｣。

## 起源
文学極道は2004年（正式オープンは2005年）にダーザイン(詩人・武田聡人のハンドルネーム）が創始した。ダーザインは、既存のリアルの詩の世界に対して、掲示板の新たな可能性を追求しようとした。そして、既存の詩壇に対抗するものとして、掲示板に集まる「イマジネーションの炸裂」「生の強度」を備えた作品群に希望を見出そうとした。しかし、既存の詩壇と文学極道を自由に行き来した詩人も多い。例えば、最果タヒ、岩尾忍、三角みづ紀、榎本櫻湖、田中宏輔、葛西佑也、白鳥央堂（守り手）が優良作品に選ばれており、田中宏輔に至っては文学極道の殿堂入りを果たしている。
2020年12月31日をもってサービスを終了した。

## 文学極道公式ツイキャス
2017年より、文学極道は毎週火曜日21時から動画配信サイト「ツイートキャスティング」を利用したネット上でのオープン・マイクを開始した。司会進行を務めたのはスタッフの瀧村鴉樹。2020年4月28日、第146回をもって終了した。

## その他
- 文学極道はネット詩爆撃プロジェクトへの対抗の意識も持っていた[2]。
- また、紙媒体の商業詩誌でも幾度も取り上げられており、同時性というインターネットの特殊性が指摘される一方、編集という作業が介在しない弱点も指摘された[5]。
- 2007年の時点で、投稿される作品の質の高さから、「活字媒体とネットは垣根を越えつつある」と評された[6]。